# Karsten Finger
Karsten Finger, né le 28 janvier 1970 à Berlin, est un rameur d'aviron allemand.

## Palmarès

### Jeux olympiques
- 1992 à Barcelone
  -  Médaille d'argent en quatre barré[1]